# Bipedalism

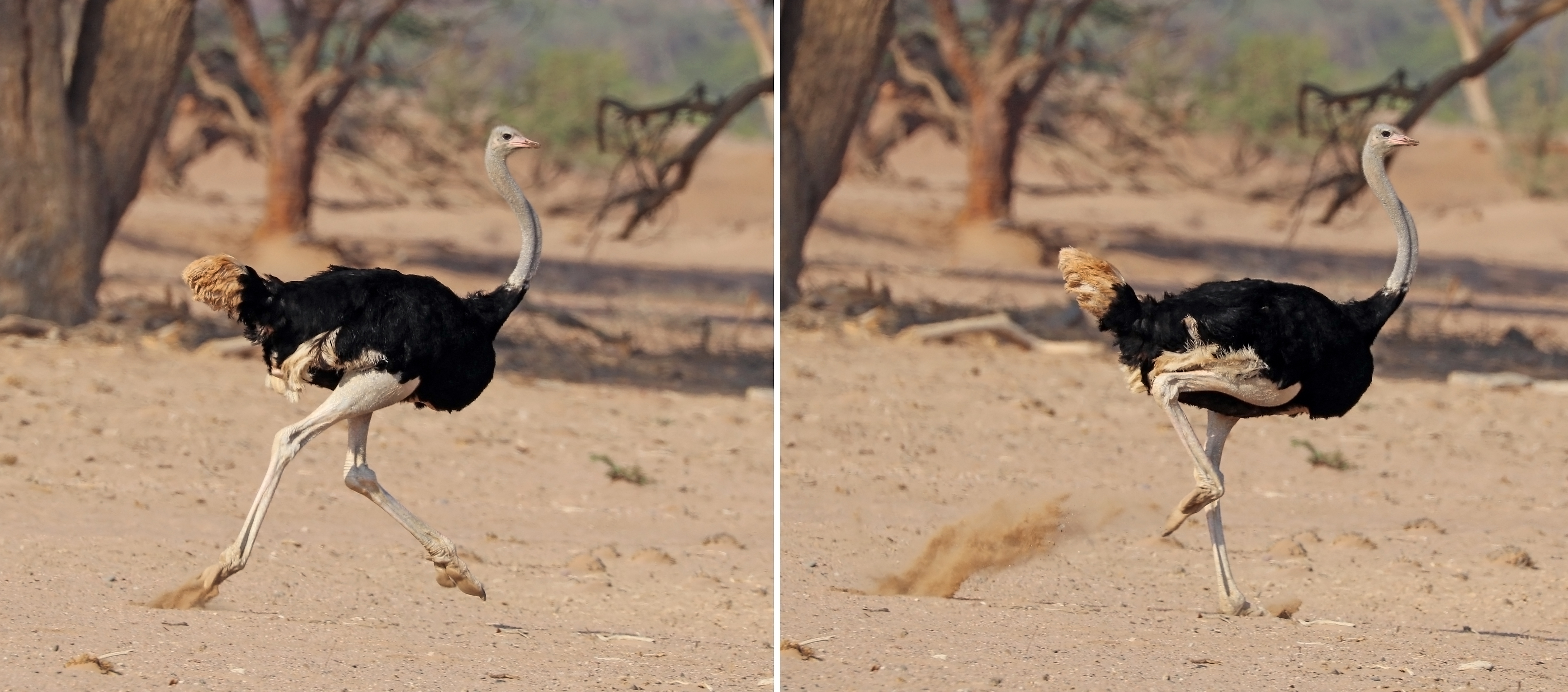
En struts kan springa så fort som 70 km/h.

Inom zoologi innebär bipedalism att ett djur förflyttar sig genom att gå på två ben.
Denna egenskap är ett av de mest framträdande anatomiska särdragen hos människor jämfört med andra primater och de flesta andra däggdjur, som oftast är fyrbenta.
Etymologiskt sammansätts ordet av latin bi = två och pedal av latin pedis (genitiv av pes = fot), fotens, hörande till foten.

## Några kännetecken och fördelar med bipedalism

### Upprätt gång
Bipedalism innebär att organismen håller kroppen i en upprätt position när den förflyttar sig. För människor har detta betytt frigörande av händerna för andra uppgifter, vilket har möjliggjort användning av verktyg och andra aktiviteter som kräver finmotorik.

### Energieffektivitet
Att gå på två ben är mer energieffektivt för långa sträckor än fyrbent gång, vilket kan ha varit en fördel i miljöer där föda var utspridd över stora områden.[källa behövs]

### Ökat synfält
Att gå upprätt gav människans förfäder ett bättre synfält så att de kunde se över högt gräs och upptäcka rovdjur på långt håll, vilket är en betydande fördel i öppna landskap.

### Termoreglering
Bipedalism minskar kroppens exponering för solens strålning och ökar exponeringen för vind, vilket bidrar till effektivare kylning av kroppen.[källa behövs]

## Evolution av bipedalism hos människan
Bipedalism utvecklades tidigt i människans evolutionära historia. De äldsta kända fossilen som visar tydliga tecken på bipedalism tillhör släktet Australopithecus, som levde för 4 till 2 miljoner år sedan.